# Lista de episódios de Mushoku Tensei
Mushoku Tensei é uma série de anime baseada na série light novel com o mesmo título. Está sendo dirigido por Manabu Okamoto e animado pelo Studio Bind, com Kazutaka Sugiyama desenhando os personagens e Yoshiaki Fujisawa compondo a música. A Egg Firm é creditada pela produção. A série foi originalmente programada para estrear em 2020, mas foi adiada até 11 de janeiro de 2021.  A série terá 23 episódios.
A música tema de abertura é "The Traveler's Song" (旅人の唄, "Tabibito no Uta") , enquanto a música tema de encerramento é "Only" (オンリー, "Onrī") , ambas interpretadas por Yuiko Ōhara . A Funimation licenciou a série e a está transmitindo em seu site na América do Norte, México, Brasil e Ilhas Britânicas, na Europa através de Wakanim, e na Austrália e Nova Zelândia através de AnimeLab. Muse Comunicação licenciou a série no Sudeste Asiático e Sul da Ásia e está fluindo-lo em seu Muse Ásia YouTube canal, e em iQIYI e bilibili no Sudeste Asiático. Em 13 de fevereiro de 2021, a Funimation anunciou que a série receberia dublagem em inglês, com a estreia do primeiro episódio no dia seguinte.

## Lista de episódios
| Número | Título | Dirigido por                                                   | Escrito por                   | Exibição original       |
| Parte 1 | Parte 1 | Parte 1                                                        | Parte 1                       | Parte 1                 |
| --- | --- | -------------------------------------------------------------- | ----------------------------- | ----------------------- |
| 1 | "Reencarnação de um Nem-nem" Transcrição: "Mushoku Tensei" ( japonês : 無職転生 )                                       | Hiroki Hirano                                                  | Manabu Okamoto                | 11 de Janeiro de 2021   |
| Depois de ser atropelado por um caminhão e morrer, um japonês sem-teto e desempregado reencarna em um mundo de fantasia como Rudeus, filho do espadachim Paul Greyrat e sua esposa, a curandeira Zenith. Mantendo suas memórias de sua vida anterior, Rudeus rapidamente aprende a ler e, eventualmente, começa a praticar magia. Percebendo sua aptidão, os pais de Rudeus contratam a aventureira Roxy Migurdia como sua professora de magia. Roxy tem algumas dúvidas no início sobre como tutorá-lo devido à sua tenra idade, até que ela testemunha sua habilidade única de lançar magia instantaneamente e perceber seu potencial. Enquanto a família Greyrat dá a Roxy uma festa de boas-vindas, Rudeus promete trabalhar duro para melhorar a si mesmo e fazer uso adequado da segunda chance que recebeu de ter uma vida feliz e gratificante. | |                                                                |                               |                         |
| 2 | "Professora" Transcrição: "Shishō" ( japonês : 師匠 )                                                                   | Hiroki Hirano                                                  | Manabu Okamoto                | 18 de Janeiro de 2021   |
| Rudeus relembra sua vida passada, quando foi expulso de casa e foi atropelado pelo caminhão que o matou enquanto tentava salvar alguns adolescentes. Ele passa os próximos meses treinando magia com Roxy até o dia de sua festa de aniversário de cinco anos, quando Roxy declara que ela não tem mais nada para lhe ensinar e fará seu exame de graduação. No dia seguinte, Rudeus sai de casa pela primeira vez acompanhado de Roxy. Ele fica angustiado com seu trauma passado, quando foi severamente intimidado por seus colegas na escola que o levou a se tornar um recluso, mas ele acaba superando isso quando percebe como Roxy se deu bem com os moradores, apesar de todo o preconceito que ela normalmente sofre devido à sua origem demoníaca. No exame, Rudeus consegue convocar uma forte tempestade e Roxy declara que ele passou. Roxy então parte para continuar sua jornada e Rudeus a agradece por tudo que ela fez por ele. | |                                                                |                               |                         |
| 3 | "A Amiga" Transcrição: "Tomodachi" ( japonês : 友達 )                                                                   | Chiaki Ōji                                                     | Hiroki Hirano                 | 25 de Janeiro de 2021   |
| Depois de perder o medo de sair de casa graças a Roxy, Rudeus começa a brincar ao ar livre sozinho até resgatar uma criança meio-elfo, que ele supõe ser um menino chamado Sylph, de um grupo de valentões. Sylph torna-se amigo de Rudeus e começa a aprender magia com ele, e é revelado que Sylph é capaz de lançar magia sem encantamentos também. Seis meses depois, Rudeus traz Sylph para casa durante uma tempestade e tira as roupas de Sylph à força para que possam tomar banho juntos. No entanto, ele descobre que Sylph é uma menina e seu nome completo é Sylphiette. Apesar das desculpas de Rudeus para Sylphiette, ela começa a evitá-lo, para seu desgosto. Algum tempo depois, Sylphiette se aproxima de Rudeus, e os dois fazem as pazes, com Rudeus determinado a amar o primeiro amigo verdadeiro que fez em sua nova vida. | |                                                                |                               |                         |
| 4 | "Reunião Familiar de Emergência" Transcrição: "Kinkyū Kazoku Kaigi" ( japonês : 緊急家族会議 )                          | Nao Miyoshi, Asahi Oka                                         | Manabu Okamoto                | 1 de Fevereiro de 2021  |
| A família Greyrat fica radiante ao saber que Zenith está grávida novamente, mas sua felicidade é interrompida quando sua empregada Lilia revela que também está grávida após ter um caso com Paul. Para proteger Lilia da ira de Zenith, Rudeus convence sua mãe a perdoá-la fazendo com que Paul leve toda a culpa pelo incidente, apesar de perceber que foi ela quem o seduziu, o que lhe valeu a gratidão e lealdade de Lilia. Zenith e Lilia dão à luz duas meninas, chamadas Norn e Aisha, respectivamente, e Rudeus considera ir estudar na Ronoa Magic Academy depois de receber uma carta de Roxy encorajando-o a fazer isso, mas Sylphiette não quer que ele saia do lado dela e ele decide para procurar um emprego para pagar suas mensalidades também. Algum tempo depois, seus pais decidem confiar Rudeus a uma amiga deles, a mulher-fera Ghislaine Dedoldia, que deixa a vila com ele. | |                                                                |                               |                         |
| 5 | "Uma Dama e a Violência" Transcrição: "Ojōsama to Bōryoku" ( japonês : お嬢様と暴力 )                                   | Hiroyuki Takashima                                             | Manabu Okamoto                | 8 de Fevereiro de 2021  |
| Quando Ghislaine e Rudeus deixam a aldeia, ele lê uma carta de Paul explicando que ele encontrou um trabalho como tutor para pagar seus estudos e os de Sylphiette. No entanto, Paul o proíbe de voltar para casa ou encontrar Sylphiette nos próximos cinco anos. Na cidade de Roa, Rudeus conhece seu empregador, Philip Boreas Greyrat, que também é prefeito e primo de seu pai, e tem a tarefa de ensinar Eris, filha de Philip. No entanto, uma vez que Rudeus é apresentado a Eris, ela age hostilmente com ele. Certo de que Eris não vai ouvi-lo, Rudeus vem com um plano para ganhar a confiança dela, fingindo o sequestro com o consentimento de seu pai. Rudeus e Eris são capturados e depois de convencê-la a cooperar, ele usa sua magia para escapar com ela. De volta a Roa, Rudeus descobre que um dos servos de Philip está trabalhando com seus captores e eles se aproveitam de seu plano para encenar um sequestro de verdade. Rudeus luta contra os sequestradores para proteger Eris até que Ghislaine venha em seu socorro, matando os criminosos e prendendo o servo. Assim que eles voltam para casa, Eris aceita Rudeus como seu tutor e ele começa a viver na casa dela. | |                                                                |                               |                         |
| 6 | "Um Dia de Folga em Roa" Transcrição: "Roa no Kyūjitsu" ( japonês : ロアの休日 )                                        | Mihiro Yamaguchi, Takahiro Tamano, Ōri Yasukawa, Hiroki Hirano | Hiroki Hirano                 | 15 de fevereiro de 2021 |
| Philip agradece a Rudeus por proteger Eris e avisa-o para não revelar a ninguém suas conexões com a família Greyrat ou ele pode ser o alvo novamente. Enquanto Ghislaine começa a ensinar esgrima para Eris e Rudeus, Rudeus ensina magia, alfabetização e matemática para ambos. No entanto, Eris geralmente pula aulas por tédio e Rudeus decide dar a ela um dia de folga por semana para encorajá-la. Enquanto caminhava pela cidade, Eris tenta comprar um livro caro para Rudeus, mas ele se recusa, alegando que ela não pode dar presentes a outras pessoas sem seu próprio dinheiro e sugere que seu pai lhe dê uma mesada. Com sua mesada, Eris presenteia Rudeus com um frasco no qual ele estava interessado, o que o deixa em apuros, pois ele tem medo de revelar a ela e a Ghilsaine que se trata de um afrodisíaco. | |                                                                |                               |                         |
| 7 | "Além do Esforço" Transcrição: "Doryoku no Saki ni Aru Mono" ( japonês : 努力の先にあるもの )                           | Katsuya Shigehara                                              | Manabu Okamoto Hirohisa Saitō | 22 de Fevereiro de 2021 |
| Com a aproximação da data da festa de décimo aniversário de Eris, Rudeus permite que seu professor de dança assuma parte de sua programação de aulas para que ela melhore, enquanto ele usa seu novo tempo livre para aprender outras línguas. Apesar disso, Eris mal melhora sua dança e considera desistir, mas Rudeus a encoraja a continuar e começa a ajudar com suas aulas. Como Rudeus faz algum progresso em suas habilidades de língua estrangeira com a ajuda de Ghilsaine e Roxy, Eris não melhora em nada e no dia da festa, ela não consegue dançar com outro nobre. Rudeus intervém e dança com sucesso com Eris depois de instruí-la a incorporar algumas de suas habilidades de luta em seus movimentos. Após a festa, Rudeus conhece o avô de Eris, Sauros, que vê uma estranha bola de luz no céu e teme que possa ser um sinal sinistro. | |                                                                |                               |                         |
| 8 | "O Ponto de Virada 1" Transcrição: "Tāningu Pointo 1" ( japonês : ターニングポイント１ )                                | Tenpei Mishio                                                  | Manabu Okamoto Hirohisa Saitō | 1 de Março de 2021      |
| Dois anos depois, Eris e sua família deram uma festa de aniversário para Rudeus, que ficou desapontado a princípio porque sua própria família não pôde comparecer devido ao aumento da atividade de monstros em todo o país. Rudeus é presenteado com uma equipe mágica de alta qualidade e Philip expressa sua vontade de que Rudeus se case com Eris e se torne seu sucessor, mas Rudeus rejeita a oferta. Mais tarde naquela noite, Rudeus fica surpreso ao ver Eris esperando em seu quarto. Ele então tenta fazer sexo com ela, mas ela o afasta. Percebendo seu erro, Rudeus pede desculpas a Eris, que o perdoa. Poucos dias depois, uma enorme nuvem de mana se forma no céu e o lendário herói Perugius Dola envia seu ajudante Arumanfi para investigar. Suspeito de que Rudeus, que estava praticando com sua nova equipe ao lado de Eris e Ghislaine, pudesse estar envolvido com o aparecimento da nuvem, Arumanfi o ataca, mas Ghislaine defende Rudeus e confirma sua inocência quando uma enorme explosão de luz os envolve. | |                                                                |                               |                         |
| 9 | "Um Encontro Ao Acaso" Transcrição: "Kaikō" ( japonês : 邂逅 )                                                          | Takahiro Tamano, Hiroki Hirano                                 | Hiroki Hirano                 | 8 de Março de 2021      |
| Dentro de seus sonhos, e parecendo com o seu passado, Rudeus tem um breve encontro com um ser indescritível conhecido como o Deus-Humano, que o instrui a confiar e ajudar o homem que o salvou. Ele então acorda em seu corpo atual e descobre que ele e Eris estão presos no meio do Continente Demoníaco, e foram resgatados por Ruijerd Superdia, um membro da temida raça Supard, que se torna seu amigo e promete escoltá-los para casa. Ruijerd traz Rudeus e Eris para a vizinha aldeia de Migurdia, que é o local de nascimento de Roxy. Durante sua estada, Rudeus aprende com Ruijerd que a má reputação de sua tribo vem das lanças amaldiçoadas que receberam do Deus-Demônio Laplace, que os transformou em assassinos estúpidos, e que a lança em sua posse pertencia a seu filho, cuja morte por seu mãos o fizeram recuperar seus sentidos. Movido pela determinação de Ruijerd em limpar o nome de sua raça, Rudeus decide ajudá-lo, e o trio parte da vila para iniciar sua jornada através do Continente Demoníaco. | |                                                                |                               |                         |
| 10 | "O Valor de Uma Vida e o Primeiro Trabalho" Transcrição: "Hito no Inochi to Hatsu Shigoto" ( japonês : 人の命と初仕事 ) | Hiroki Hirano, Ōri Yasukawa                                    | Manabu Okamoto Hirohisa Saitō | 15 de Março de 2021     |
| Rudeus, Eris e Ruijerd chegam à cidade de Rikarisu. Para fazer Ruijerd entrar na cidade sem problemas, Rudeus pinta o cabelo e faz com que ele finja ser um membro da tribo Migurdia. Os três se tornam um grupo oficial de aventureiros chamado "Dead End", mas seu status de novato os impede de realizar missões que pagam bem o suficiente para sobreviverem. Por sugestão do Humano-Deus, Rudeus aceita uma missão para procurar um animal de estimação perdido, o que os leva a outro grupo de aventureiros que sequestram animais de estimação para obter a recompensa por encontrá-los. Depois que os sequestradores são derrotados, Rudeus tenta interrogá-los, mas é atingido por um deles, o que leva Ruijerd a matá-lo instantaneamente. Rudeus repreende Ruijerd por isso e o proíbe de matar novamente. Tirando vantagem da posição mais alta dos sequestradores, Rudeus os coage a aceitar empregos de posição mais alta para seu próprio partido, enquanto ajuda a melhorar sua reputação. | |                                                                |                               |                         |
| 11 | "Crianças e Guerreiros" Transcrição: "Kodomo to Senshi" ( japonês : 子供と戦士 )                                        | Shingo Fujii                                                   | Muneo Nakamoto                | 22 de Março de 2021     |
| Após o Mana Surge em Fitoa, todos os membros da família de Paul estão desaparecidos, exceto Norn e ele pede seus contatos para fazer buscas para encontrá-los. Enquanto isso, para cumprir uma missão, o grupo de Rudeus procura um monstro misterioso no meio de uma floresta. Eles encontram duas outras partes também procurando pelo monstro. Uma das partes é emboscada por monstros, mas Rudeus decide esperar, o que termina com a morte de um dos aventureiros. O monstro que eles procuram ataca e mata o outro grupo antes de ser morto por Rudeus e companhia. De volta a Rikarisu, Rudeus é abordado por outro aventureiro, que descobre seu esquema para fazer missões de alto escalão e tenta chantageá-lo. Movido pela resolução de Rudeus de proteger Eris, Ruijerd deixa seu disfarce, revelando-se como um Supard e ameaça matar o aventureiro caso ele revele seu segredo. Depois de deixar a cidade, Rudeus se reconcilia com Ruijerd. Rudeus continua viajando com Eris e Ruijerd até uma cidade costeira nos limites do Continente Demoníaco, sem saber que Roxy também está chegando ao continente para procurá-lo, acompanhada por dois dos ex-companheiros de Paul.           | |                                                                |                               |                         |
| Parte 2 | |                                                                |                               |                         |
| 12 | "TBA" Transcrição: "TBA" ( japonês : TBA )                                                                              | TBA                                                            | TBA                           | Outubro de 2021         |

## Mídia doméstica
| Vol. | Vol.  | Episódios                   | Obra de arte                   | Data de lançamento  | Ref.   |
| ---- | ----- | --------------------------- | ------------------------------ | ------------------- | ------ |
|      | 1     | 1-5                         | Roxy Migurdia e Rudeus Greyrat | 21 de abril de 2021 | [ 10 ] |
| 2    | 6-11  | Sylphiette e Rudeus Greyrat | 23 de junho de 2021            |                     |        |
| 3    | 12-17 | TBA                         | 19 de janeiro de 2022          |                     |        |
| 4    | 18-23 | TBA                         | 16 de março de 2022            |                     |        |